# 544

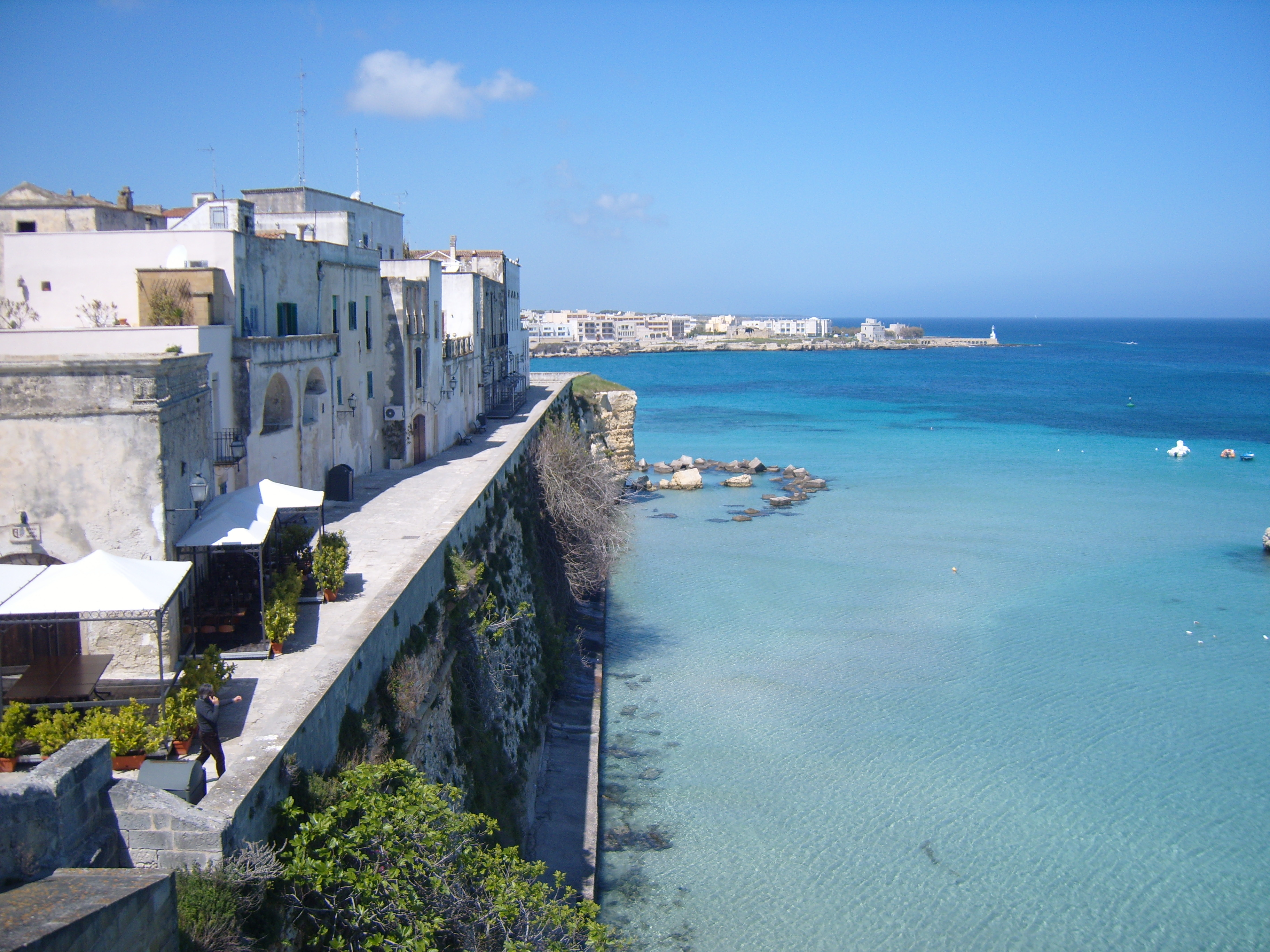
Otranto vanuit het kasteel (2008)

Het jaar 544 is het 44e jaar in de 6e eeuw volgens de christelijke jaartelling.

## Gebeurtenissen

### Europa
- De pest bereikt Brittannië, Ierland en Spanje.

### Byzantijnse Rijk
- Totila belegert Rome.
- Gotische Oorlog: Keizer Justinianus I stuurt Belisarius opnieuw naar Italië met een Byzantijns expeditieleger (4000 man en 200 schepen) om de oorlog tegen de Ostrogoten te hervatten.
- Belisarius verslaat het Gotische leger onder leiding van koning Totila die tevergeefs de vestingstad Otranto (Zuid-Italië) belegert. Hij marcheert langs de Via Appia verder op naar Rome.
- November - Paus Vigilius wordt gearresteerd tijdens de festiviteiten van de feestdag van Cecilia. Hij moet in Constantinopel tegenover Justinianus I de "Drie Hoofdstukken" veroordelen.

### Azië
- Vroegere Ly-dynastie: Ly Bi, heerser van Vietnam, laat zich tot keizer kronen. Hij verdeelt het land in honderd provincies (quan) dit tot ergernis van de Liang-dynastie.

## Religie
- Jacobus Baradaeus wijdt Sergius van Tella tot patriarch van Antiochië. Hiermee scheidt de Syrisch-orthodoxe Kerk zich voorgoed af van de Oosters-orthodoxe Kerk.

## Geboren
- Arthelais van Benevento